# Нили, Кэм
Кэмерон Майкл Нили (англ. Cameron Michael Neely; род. 6 июня 1965, Комокс, Британская Колумбия) — канадский хоккеист, правый нападающий, игрок Национальной хоккейной лиги. Президент клуба «Бостон Брюинз».

## Карьера
Родился в городе Комокс, провинция Британская Колумбия. После удачного сезона в команде «Портленд Уинтерхокс» в возрасте восемнадцати лет был выбран на драфте под общим 9-м номером клубом «Ванкувер Кэнакс». В Ванкувере отыграл три сезона и в 1986 году был обменян в «Бостон Брюинз» за Барри Педерсона. В первом же сезоне за новую команду сразу стало понятно, что был совершён достаточно выгодный обмен (забил 36 голов, набрав в общей сложности 72 очка, вдвое больше, чем в прошлом сезоне).
В сезоне 1993/94 забросил 50-й по счёту гол в 44-м матче (такого достижения добивался только Уэйн Гретцки). Этот неофициальный подсчёт голов ведётся с самого первого матча до пятидесятого. Рекорд Нили смогли повторить ещё три игрока: Александр Могильный, Яри Курри и Бобби Халл. В конце сезона за высокое спортивное мастерство и верность хоккею игрок получил награду «Билл Мастертон Трофи».
12 января 2004 года 8 номер, под которым выступал Кэм Нили, был выведен из обращения клубом «Бостон Брюинз».
В 2005 году Нили был включён в Зал хоккейной славы.
25 сентября 2007 года Кэм Нили был назначен на должность вице-президента, а 16 июня 2010 года — президента клуба «Бостон Брюинз».
В 1994 году Кэм Нили снялся в фильме «Тупой и ещё тупее» в роли дальнобойщика Сиа Басса. Затем в этой же роли появлялся в фильмах «Я, снова я и Ирэн» и «Тупой и ещё тупее 2».

## Личная жизнь
В 1996 году Кэм женился на Паулине. Воспитывают двоих детей — сына Джека (род. 1998) и дочь Аву (род. 2000).

## Статистика
| Легенда | Легенда                    | Легенда | Легенда                   | Легенда | Легенда    |
| ------- | -------------------------- | ------- | ------------------------- | ------- | ---------- |
| И       | Количество проведённых игр | Штр     | Штрафное время            | +/−     | Плюс-минус |
| Г       | Голы                       | П       | Голевые передачи          | О       | Очки       |
| -       | Статистика неизвестна      | —       | Статистика не учитывалась |         |            |

## Фильмография
| Год       |   | Русское название     | Оригинальное название               | Роль                  |
| --------- | - | -------------------- | ----------------------------------- | --------------------- |
| 1983      | ф | Изгои                | The Outsiders                       | парень №2             |
| 1994      | ф | Могучие утята 2      | D2: The Mighty Ducks                | камео                 |
| 1994      | ф | Тупой и ещё тупее    | Dumb & Dumber                       | дальнобойщик Сиа Басс |
| 1997      | с | Беверли-Хиллз, 90210 | Beverly Hills 90210                 | камео                 |
| 2000      | ф | Я, снова я и Ирэн    | Me, Myself & Irene                  | дальнобойщик Сиа Басс |
| 2001      | ф | Что могло быть хуже? | What's the Worst That Could Happen? | детектив Джерри       |
| 2003      | ф | Застрял в тебе       | Stuck on You                        | хоккеист              |
| 2004—2005 | с | Спаси меня           | Rescue Me                           | Манго                 |
| 2014      | ф | Тупой и ещё тупее 2  | Dumb and Dumber To                  | дальнобойщик Сиа Басс |